# 盧博湖
52°44′29.11″N 13°23′11.88″E / 52.7414194°N 13.3866333°E

盧博湖（德語：Lubowsee），是德國的湖泊，位於該國東北部，由勃蘭登堡州負責管轄，處於首都柏林以北23公里，面積0.14平方公里，海拔高度68米，平均水深3米。